# Джабраилов, Умар Алиевич
Ума́р Али́евич Джабраи́лов (род. 28 июня 1958, Грозный, Чечено-Ингушская АССР, РСФСР, СССР) — российский предприниматель, государственный деятель, меценат.
Председатель попечительского совета Московского музея современного искусства, почётный академик Российской академии художеств, вице-президент «Творческого союза художников России» (ТСХР, в 2015 году присоединён к Союзу художников России) по стратегическим и специальным проектам.
Представитель в Совете Федерации Федерального собрания Российской Федерации от исполнительного органа государственной власти Чеченской Республики (2004—2009), заместитель председателя Комитета Совета Федерации по международным делам (2004—2009).
Основатель и руководитель Ассоциации предпринимателей по развитию бизнес-патриотизма «Аванти».

## Биография
Умар Алиевич Джабраилов родился 28 июня 1958 года в городе Грозном (Чечено-Ингушская АССР, РСФСР, СССР).
По национальности чеченец. Отец, Али (Альви) Джабраилов, был депортирован в Казахстан, после возвращения в Чечню занимал должность секретаря райкома комсомола, работал в нефтепромышленном комплексе республики, сотрудничал в печати, писал стихи. Мать — Руми Саракаева. Кроме Умара, в семье есть ещё трое братьев и две сестры.
- 1973—1977 — учёба в пушно-меховом техникуме Роспотребсоюза в Москве.
- 1977—1979 — служба в ракетных войсках стратегического назначения в городе Коростене, вступил в КПСС[5].
- 1979—1980 — слушатель подготовительного факультета Московского государственного института международных отношений. 1980—1985 — студент Московского государственного института международных отношений. 1985 — c отличием окончил МГИМО. Получил свободное распределение. 1986—1988 — лаборант МГИМО.
- 1988—1989 — работал инспектором-искусствоведом в кооперативной галерее «Москва».
- В 1989 году Джабраилов стал работать представителем ряда иностранных компаний в Москве[6].
- По некоторым сведениям, первоначальный капитал Джабраилов заработал на так называемых чеченских авизо, получая деньги у Центробанка по несуществующим банковским ордерам: такие аферы были распространены в начале 1990-х годов, когда для перечисления средств достаточно было телеграммы с паролем[6].
- 1989—1994 — генеральный директор ТОО «Данако». В декабре 1992 года Джабраилов основал собственную компанию «Данако», владевшую сетью бензозаправочных станций в Москве и Московской области и контрактом на поставку нефтепродуктов для государственных предприятий. Заместителем руководителя компании был назначен младший брат Умара — Хусейн[6].
- В 1993 году Джабраилов вместе с коллегой по бензозаправочному бизнесу, владельцем фирмы «Арси» Гочей Аревадзе, стал владельцем магазина французской моды «Даната» в гостинице «Славянская»[6].
- 1994—2001 — первый заместитель генерального директора совместного российско-американского предприятия «Интурист-РадАмер» (гостиница и деловой центр). В 1994 году он познакомился с американским бизнесменом Полом Тейтумом, главой совместного предприятия «Интурист-РедАмер гостиница и деловой центр». Умар передал дела в Данако своему брату и в июле 1994 года стал первым заместителем генерального директора «Интурист-РедАмер», на этом посту он смог отстоять для компании у Москомимущества гостиницу «Славянская»[6]. В 1996 году Пол Тейтум обвинил Джабраилова в намерении организовать покушение на него. В ноябре того же года он был застрелен в подземном переходе у Киевского вокзала. Причастность Джабраилова к убийству установить не удалось, но въезд в США ему запрещен[7].
- В 1997 году переведён на должность советника генерального директора комплекса «Рэдиссон Славянская».
- С декабря 1996 года — заместитель генерального директора, директор по маркетингу и сдаче в аренду ОАО «Манежная площадь».
- 21 февраля 2000 года был зарегистрирован Центральной избирательной комиссией Российской Федерации кандидатом на выборах президента России, выдвинут инициативной группой избирателей «Сила разума»[8], несмотря на возбуждённое Генеральной прокуратурой дело о подделке голосов за его выдвижение[6]. Согласно своей декларации, имел годовой доход 8,66 млн рублей, квартиру площадью 479,5 кв.м. и автомобиль BMW 850[9].
- На выборах президента РФ 26 марта 2000 года занял последнее одиннадцатое место, набрав 78 498 голосов избирателей.
- 2001 — назначен председателем совета директоров ОАО «Банк „Первое общество взаимного кредита“»[10]. С Джабраиловым связывали убийство вице-президента банка «Первое ОВК», бывшего главного бухгалтера «Плазы» Людмилы Красногер. По данным ГУБЭП, женщина возражала против афер Джабраилова с акциями ряда московских банков, приведших к их банкротству, что постепенно переросло в открытый конфликт между ними[6].
- 2001—2004 — президент ООО «Группа Плаза». Компании этой группы предоставляют комплексные услуги по эксплуатации и управлению крупными объектами недвижимости — гостиничными, торговыми жилыми и деловыми комплексами. Среди таких объектов — офисные центры «Чайка Плаза — I»[11] и «Чайка Плаза — II»[12], «Смоленский пассаж», жилой комплекс «Кунцево». Участник «Группы Плаза» компания «Миллениум» продвигается в области шоу-бизнеса. Этой компанией также создан московский ночной клуб VI:RUS. Ассоциация рекламных фирм «Тихая гавань» — дочерняя структура «Плазы» — специализируется на наружной рекламе в Москве. Ассоциации принадлежит примерно 20 % щитового пространства столицы.
- Январь 2004 — октябрь 2009 года — член Совета Федерации от исполнительного органа государственной власти Чеченской республики. Член комитета по экономической политике, предпринимательству и собственности, член комитета по международным делам. В 2004—2009 годах — заместитель председателя комитета.
- В 2004 году совершил хадж в Саудовскую Аравию вместе с президентом Чеченской Республики Ахматом Кадыровым[7].
- В ноябре 2006 года Джабраилов предложил тогдашнему президенту Чечни Алу Алханову покинуть должность, что он и сделал в феврале 2007 года, на его место был избран Рамзан Кадыров[7].
- Брат Джабраилова Хусейн Джабраилов баллотировался в президенты Чечни на досрочных выборах президента Чеченской Республики 29 августа 2004 года, но снял свою кандидатуру. В октябре 2006 года был назначен заместителем председателя правительства Чечни, курировал вопросы промышленности, экономики и энергетики и занимал эту должность до 2007 года[13].
- 7 октября 2009 года Совет Федерации досрочно прекратил полномочия Умара Джабраилова как сенатора «на основании его личного заявления», несмотря на то, что его полномочия истекали только в 2011 году после продления в июле 2007 года[14][15]. На его пост был назначен Сулейман Геремеев.
- В 2009 году защитил кандидатскую диссертацию в Российской академии государственной службы на тему «Тенденции развития эффективного государства как актора современных международных отношений (на материалах внешней политики Российской Федерации)», кандидат политических наук. Монография — «Эффективное государство в контексте глобализации». В 2009 году у него вышла монография «Эффективное государство в контексте глобализации» в Институте политики и деловых коммуникаций[7].
- 2009—2013 — советник помощника президента РФ Сергея Приходько.

Являлся членом российской делегации в Парламентской ассамблее Совета Европы.
Член партии Единая Россия до 2017 года. 5 декабря 2017 года Джабраилов был исключён из партии «в соответствии с пунктом устава партии за действия, дискредитирующие партию и наносящие ущерб её политическим интересам». Исключение было связано с вступлением в силу судебного решения по делу о хулиганстве, устроенном Джабраиловым в состоянии опьянения 29 августа 2017 года в гостинице Four Seasons.
Действительный член Российской Академии естественных наук.

## Уголовное дело и происшествия
30 августа 2017 года Джабраилов был задержан полицией в московской гостинице «Four Seasons» по обвинению в хулиганстве, после того как в своём номере открыл огонь из наградного пистолета. Вечером 30 августа полицейские отпустили Джабраилова под подписку о невыезде. По данным МВД России, Джабраилов устроил стрельбу в гостинице, в его номере нашли дыры в потолке и белый порошок. Чуть позже, Джабраилов выдвинул свою новую версию произошедшего, в эфире телеканала «Россия 24» он заявил, что эта стрельба связана с состоянием его нервной системы и бывшими контузиями во время боевых действий в Чечне.
27 октября 2017 года Джабраилов признан судом виновным по части 1 статьи 6.9 КоАП РФ (потребление наркотических средств или психотропных веществ без назначения врача либо новых потенциально опасных психоактивных веществ). 22 ноября 2017 года в ходе заседания Тверского суда Москвы Джабраилов признал свою вину в хулиганстве с применением оружия  по второму эпизоду. Джабраилов был оштрафован за употребление наркотических средств и признан виновным в хулиганстве с применением оружия. Ему был назначен штраф в размере 500 тыс. руб. По признанию Джабраилова, причиной его деяний стал «нервный срыв» из-за отказа бизнесменов оказывать содействие его благотворительному фонду.
1 апреля 2020 года Джабраилов попал в НИИ Склифосовского после попытки самоубийства.

## Общественная деятельность
Председатель Российско-Катарского делового совета.
Попечитель общественного движения «Российское исламское наследие».
Организатор молодёжного движения «Сила», как ответвления от «Силы разума». Идейный вдохновитель и председатель попечительского совета молодёжного движения «Сила».
Основатель и руководитель Ассоциации предпринимателей по развитию бизнес-патриотизма «Аванти».
Выступал с инициативой по сохранению памятников советского наследия на Украине и транспортировке их на территорию России.

## Награды
- Орден Кадырова (2006)[29]
- Почётная грамота Совета Федерации[30].

## Увлечения
Состоит в хороших отношениях с известными итальянскими и российскими дизайнерами и художниками.
В число увлечений Умара Джабраилова входит коллекционирование произведений искусства, в том числе картин российских художников.

## Личная жизнь
Две дочери от первого брака — Даната и Альвина, которые проживают с матерью в Монте-Карло.
В разное время ему приписывали романы с Шэрон Стоун, Орнеллой Мути, Ксенией Собчак, Наоми Кэмпбелл.